# 604 Tekmessa
604 Tekmessa
604 Tekmessa là một tiểu hành tinh ở vành đai chính. Nó được Joel Hastings Metcalf phát hiện ngày 16.2.1906 ở Taunton, Massachusetts (Hoa Kỳ), và được đặt theo tên Tecmessa, con gái của Phrygian hoàng tử Teubrantes, bị Ajax bắt, và có con trai tên Eurysaces với Ajax